# Rachel Rosier
Rachel Rosier (uitspraakⓘ) (Huizen, 16 maart 1990) is een Nederlands televisiepresentatrice en programmamaker. Ze werkt mee aan verschillende programma's, zowel voor als achter de schermen, maar landelijk is ze vooral bekend geworden als het gezicht van het testprogramma Checkpoint.

## Biografie en carrière

### Begin carrière
In haar jeugd schreef Rosier artikelen voor het lokale Huizense weekblad. Tevens werkte ze in haar vrije tijd mee op de redactie van het kinderprogramma BlinQ bij de Evangelische Omroep (EO). Na haar middelbare school volgde Rosier een journalistieke opleiding aan de Christelijke Hogeschool Ede. Tijdens deze studie liep ze stage op de redactie van het BEAM-programma Jong bij de EO.
Na het afronden van haar opleiding stroomde ze verder door binnen BEAM en EO. Ze werd vaste redacteur en werkte naast Jong ook mee aan Bestemming Onbekend en als dj bij BEAM Radio. Vervolgens werkte ze enkele jaren als redacteur achter de schermen bij verschillende EO-kinderprogramma's, waaronder Verborgen Verhalen en Hip voor Nop.
Naderhand deed Rosier mee aan een casting voor nieuwe EO-presentatoren, waar ze met goed gevolg doorheen kwam. In de periode die volgde zou ze beginnen als tv-presentatrice.

### Als presentatrice
In januari 2016 volgde Rosier de naar de KRO-NCRV overgestapte Klaas van Kruistum op als presentator van het met een Gouden Stuiver bekroonde Checkpoint op Zapp, NPO 3. Met ingang van het elfde seizoen werd zij het vaste gezicht van het testprogramma voor de jeugd. Tevens was ze dat najaar te zien als presentator van Nederland in 2050 (samen met Daniël Poolen).
In diezelfde periode was ze ook voor het eerst te zien als presentatrice van het medische jeugdprogramma Topdoks. Dit programma presenteerde ze samen met Elbert Smelt waarmee ze naderhand nog meer tv-programma's zou maken. Het duo maakte in 2020 zijn opwachting in de nieuwe tv-programma's De Smerige Quiz en Tussen Kop en Staart.
Los van Smelt was Rosier in 2020 ook als presentatrice te zien in de programma's CoronaCops, Alleenzaam en de documentaire Volendam - 20 jaar later. In 2021 maakte Rosier haar opwachting als presentatrice voor EO Metterdaad. Het jaar erna volgde CHICA, dat ze samen met Anne Appelo en Anne-Mar Zwart presenteerde, en Blind Getekend.

### Overige activiteiten
In 2019 speelde Rosier in The Passion een van de discipelen. Tevens debuteerde ze dat jaar als verslaggever in het Sinterklaasjournaal, een rol die ze de daaropvolgende jaren ook zou vervullen. Datzelfde jaar begon ze ook als columnist voor de Eva. Dat najaar zong en speelde Rosier mee in het lied met bijbehorende videoclip Pelgrimsgebed van Elbert Smelt.
In 2022 was Rosier als actrice te zien in de film Het Geheim van Sint Maarten. In 2024 deed ze mee aan het televisieprogramma 30 seconds. In datzelfde jaar deed ze ook mee aan het televisieprogramma Waku Waku. Ook was Rosier in 2024 te gast in het televisieprogramma Dit was het nieuws.

## Programmaoverzicht
| Programma                  | Jaren        | Opmerkingen                       |
| -------------------------- | ------------ | --------------------------------- |
| Checkpoint                 | 2016 – 2020  |                                   |
| Nederland in 2050          | 2016         | met Daniël Poolen                 |
| Topdoks                    | 2016 – heden | met Elbert Smelt                  |
| The Passion 2019           | 2019         | als discipel                      |
| Sinterklaasjournaal        | 2019 – 2024  | als verslaggever                  |
| De Smerige Quiz            | 2020 – 2022  | met Elbert Smelt                  |
| CoronaCops                 | 2020         |                                   |
| Alleenzaam                 | 2020         |                                   |
| Tussen Kop en Staart       | 2020         | met Elbert Smelt                  |
| Volendam - 20 jaar later   | 2020         |                                   |
| EO Metterdaad              | 2021         |                                   |
| CHICA                      | 2022         | met Anne Appelo en Anne-Mar Zwart |
| Rachel Valt Binnen         | 2022 – heden |                                   |
| Blind Getekend             | 2022         |                                   |
| De Huizenfixers            | 2023         |                                   |
| Rachel en Elbert passen op | 2024 – heden |                                   |
| De Faker                   | 2024         |                                   |

## Persoonlijk
Rosier is de dochter van Victor en Christa Rosier († 2011). Ze is getrouwd en heeft twee zoons.